# Новий Шлях (Крупський район)
Новий Шлях (біл. вёска Новы Шлях) — село в складі Крупського району Мінської області, Білорусь. Село підпорядковане Ухвальській сільській раді, розташоване в східній частині області.